# 福田清人賞
福田清人賞（ふくだきよとしょう）とは、児童文学の賞のひとつ。日本児童文芸家協会第2代理事長・会長であり児童文学、児童文化への多岐にわたる業績を残した福田清人を顕彰するため2005年創設された。対象は前年1年間に出版された児童向けのノンフィクション、歴史的及び自伝的文芸作品、教養書。第10回をもって終了。児童文芸ノンフィクション文学賞に引き継がれた。

## 歴代受賞作

### 第1回から第10回
- 第01回 2006年 池上彰「ニュースの現場で考える」
- 第02回 2007年 竹田津実「オホーツクの十二か月」
- 第03回 2008年 関野吉晴「北方ルート　シベリアの旅」「北方ルート　サハリンの旅」
- 第04回 2009年 鹿毛敏夫「月のえくぼ（クレーター）を見た男　麻田剛立」
- 第05回 2010年 小林しげる「ああ保戸島国民学校」
- 第06回 2011年 井上こみち「往診は馬にのって　淡路島をかけめぐる獣医師・山崎博通」
- 第07回 2012年 国松俊英「トキよ未来へ　はばたけニッポニア・ニッポンを守る人たち」
- 第08回 2013年 該当作なし
- 第09回 2014年 朽木祥「光のうつしえ 廣島 ヒロシマ 広島」
- 第10回 2015年 該当作なし